# Agha Petros
Agha Petros Elia de Baz (en syriaque : ܐܓܐ ܦܛܪܘܣ ; avril 1880 – 2 février 1932), ou Agha Petros Elloff, de son vrai nom Petros Elia, était un chef militaire assyrien durant la Première Guerre mondiale.

## Biographie
Petros Elia originaire de Baz, est né dans le village yézidi de Taftia près de Mossoul (Hakkari), dans l’empire ottoman, en avril 1880. 
C’est là qu’il reçoit son éducation élémentaire avant de poursuivre ses études dans une école de mission européenne, dans la ville d'Ourmia, en Perse. À la fin de ses études, il retourne à son village de Baz pour y enseigner.[réf. souhaitée]
Puis, accompagné de soixante-quinze hommes, en majorité des hommes d'Église, il émigre en Colombie-Britannique au Canada. Le but de ce voyage était de collecter des fonds pour la construction d'un orphelinat et d'édifices religieux. Ce projet louable était cautionné par les responsables religieux et avec l'accord du patriarche assyrien.
Il retourne ensuite dans l’empire ottoman afin de solliciter un emploi dans un consulat ottoman. Il l’obtient, en tant que secrétaire, puis consul en 1909 à Ourmia.
Il épouse Zaripha Khanim et s’installe par la suite comme marchand de tapis.[réf. souhaitée]
C’est à ce poste, pendant la Première Guerre mondiale, qu'il est contacté par les Alliés (en raison de son statut) et se voit attribuer en 1916, après le déclenchement du génocide assyrien qui se déroule déjà depuis plusieurs mois, le commandement de l’aile gauche de l’armée des « Volontaires Assyriens » (l’aile droite étant commandée par David Shimounaya, le propre frère du Patriarche Mar Shimoun, et le centre par Mar Shimoun lui-même).
Bien sûr, il lui fut attribué des conseillers militaires alliés (russes, français et britanniques) pour compenser son manque de formation et d’expérience militaire.
Avec ses volontaires, Agha Petros entreprend douze combats et obtient douze victoires sur les forces ottomanes, notamment à Suldouze où les 1 500 cavaliers de Petros ont raison des 8 000 hommes de Kheiri Bey. Après son exil décrété par les autorités britanniques, il contacte un certain Docteur Gilly de la Croix-Rouge et lui fait part de son projet d’établir un village assyrien sur les terres d’un château français alors en vente (château Novital de Saint-Jory, près de Toulouse). Aidé d’une certaine Miss Parker, et du Docteur Gilly, Agha Petros souscrit un emprunt auprès de la banque Barclays de Londres pour financer l'achat du château de Novital. Petros Elia prend alors possession des lieux avec sa famille, accompagné de quelques compatriotes.
Petros fut l’un des principaux représentants des Assyriens entre 1919 et 1923. Le 24 juillet 1923, il participe à la conférence de paix du Traité de Lausanne, en Suisse[réf. nécessaire].
Il est mort en France, le 2 février 1932, d’une attaque cérébrale à la gare de Toulouse.

## Histoire militaire
Sous sa conduite, les « Volontaires Assyriens » vainquirent les troupes ottomanes à Sauj Bulak et les ont repoussées jusqu’à Rowanduz.[réf. souhaitée]
Dans son livre « Shall this Nation Die? » (Ce peuple doit-il disparaître ? ), Joseph Naayem rapporte un événement malheureux au cours duquel Petros Elia n’apporta pas les secours qu'il avait promis à Mar Shimoun.